# 蓮池林太郎
蓮池 林太郎（はすいけ りんたろう、1981年8月3日 - ）は、日本の皮膚科医、著作家。父は医師の堤治。
医療法人社団SEC理事長、新宿駅前クリニック 皮膚科 内科 泌尿器科院長。

## 経歴
城北中学校・高等学校卒業。2006年帝京大学医学部卒業。国立精神・神経医療研究センター国府台病院臨床研修。
2008年 国際医療福祉大学三田病院勤務。2009年 新宿駅前クリニック 皮膚科 内科 泌尿器科開設。
2011年 医療法人社団SEC設立。

## 所属
- 日本皮膚科学会
- 日本Men’sHealth医学会

## 著書
- 患者に選ばれるクリニック－クリニック経営ガイドライン
- なぜあなたが結婚できないのか－医者が教える幸せな結婚
- 医者が教える病院・医者の選び方
- 新型コロナを乗り越える
- これからの時代の幸せな生き方
- 本当にいい医者と病院の選び方
- 競合と差がつく クリニックの経営戦略－Googleを活用した集患メソッド
- Google店舗集客ガイドブック
- これだけは知っておきたい「性病」の症状と予防法
- クリニックは立地で決まる！患者が集まる開業場所の選び方